# Kunziana irengis
Kunziana irengis is een krabbensoort uit de familie van de Pseudothelphusidae. De wetenschappelijke naam van de soort is voor het eerst geldig gepubliceerd in 1971 door Pretzmann.